# 波因特霍普 (阿拉斯加州)
波因特霍普（英語：Point Hope），是美国阿拉斯加州的一座城市。该市的人口在2000年为757人，2010年有674人。人口在阿拉斯加州排行第42。